# Touched by an Angel
Touched by an Angel is een Amerikaanse televisieserie, die gecreëerd werd door John Masius en Martha Williamson. De serie was in België te zien op de Belgisch-Vlaamse commerciële zender VTM en in Nederland op de publieke zender Nederland 2 bij de EO. Sinds 27 juni 2022 verschijnt er in Nederland elke werkdag een nieuwe aflevering van seizoen 6-9 op de christelijke streamingdienst New Faith Network.

## Verhaallijn
De serie draait gewoonlijk rond een persoon of een groep van mensen, die op een zeer beslissend moment in hun leven komen te staan, zoals een groot probleem of een moeilijke keuze. Op dat moment komen er engelen in het leven van die persoon, die boodschappen brengen gestuurd door God. Op die manier proberen ze de mensen te helpen en bij te staan in hun problemen. Monica, het belangrijkste engelpersonage, leert altijd hoe ze mensen moet bijstaan in hun noden en vragen.
In de eerste afleveringen van de serie begeleidt Tess Monica bij haar eerste opdrachten, als een sociale werker, nadat ze gepromoveerd is van zoektochten en redding.
In de laatste aflevering van de serie toont men Monica, die op het punt staat om promotie te maken, Zack verdedigen. Hij is een onschuldige zwerver, die ervan beschuldigd wordt een school met kinderen te hebben opgeblazen. De aanklager is eigenlijk de duivel, vertolkt door David Ogden Stiers. Ondanks de beste inspanningen van Monica wordt Zack veroordeeld. Monica bezoekt hem in de gevangenis, en stelt voor om zijn beschermengel te worden voor de rest van zijn leven, om hem zo te beschermen tegen de gevaren van een Staatsgevangenis. Wat later komen de burgers achter de waarheid: het was de aanklager die de school deed ontploffen en Zack ervoor liet opdraaien. Monica laat de burgers zien dat er nog steeds hoop is om de stad opnieuw op te bouwen, en zichzelf te bevrijden van de opgekropte boosheid. Voor Zack naar de gevangenis gestuurd wordt, verdwijnt hij. Monica komt er dan achter dat Zack eigenlijk God was. Hem verdedigen was een test, die ze tot een goed einde bracht. God verklaart dan aan Monica: There's no greater love than to give your life away for someone else. Dit wordt aangenomen als de meest expliciet christelijke boodschap door al de afleveringen van de serie omdat het direct van toepassing is op Jezus Christus. Monica wordt uiteindelijk gepromoveerd.

## Rolverdeling
- Monica (Roma Downey) Monica is het hoofdpersonage van de serie. Vriendelijk en zacht, werd ze gepromoveerd voor het Search and Rescue departement om een zaakwerker te worden, en mensen te helpen met het overbrengen van een boodschap vol hoop gestuurd door God. Downey's natuurlijke accent is Iers. Ze werd geboren in Derry in Noord-Ierland.
- Tess (Della Reese) Tess in Monica's engelachtige baas. Soms kan ze hard zijn, maar ze is altijd medelevend, uiteindelijk zorgt ze ervoor dat iedereen wat beter gezind is door te zingen met haar melodieuze stem. Er werd haar een auto en een hond gegeven, en ze weet ze beide naar waarde te schatten. Ze is zeer direct en eerlijk over de waarheid, en meestal vertelt ze mensen wat ze nodig moeten horen, en niet wat ze willen horen.
- Andrew (John Dye) Andrew werd een personage voor alle afleveringen in het derde seizoen. Hij is een engel van de dood, wat wil zeggen, dat hij een van de engelen is die, de mensen die sterven mee neemt naar hun eeuwige lot de hemel of de hel. Andrew was ook eerst een zaakwerker, totdat hij er niet in slaagde om de moordenaar van Abraham Lincoln op andere gedachten te brengen. Hij helpt nog steeds andere engelen in hun zaak. Hij haat het om vergeleken te worden met het stereotype van Magere Hein.
- Gloria (Valerie Bertinelli) Gloria is een onervaren engel, omdat ze gecreëerd was door God tijdens een van Monica's opdrachten (in het zevende seizoen). Ze is zeer intelligent, en leert constant nieuwe dingen, zoals menselijke kracht en menselijke zwakheid. Ze kan goed overweg met de technologie. Hoewel ze in het begin zeer verlegen is, brengt ze veel humor in de serie.

## Terugkerende personages
- Sam Dalton - Stage Manager
- Alexis Cruz - Rafael (16 afleveringen), een van de "specialisten engelen" die in geroepen worden van tijd tot tijd
- Paul Winfield - Sam (13 afleveringen), een oudere supervisor met een hogere rang dan Tess
- Charles Rocket - Adam (10 afleveringen), een andere engel die tijdelijk dienstdoet als een engel van de dood, en eentje die regelmatig verschijnt in seizoen een en later af en toe in serie looptijd.
- Jasmine Guy - Kathleen, Monica's aards-nemesis, een engel en gewezen collega van Monica die overgelopen is naar de kant van de Duivel. Kathleen's taken houden meestal in dat ze moet proberen op de een of andere manier Monica's opdrachten te dwarsbomen, maar hoewel ze bijna bijzonder gevaarlijk dicht kwam bij de realisatie door meer dan eens in haar opzet te slagen, weet Monica altijd te triomferen op het einde. Uiteindelijk werd Kathleen ontslagen omdat ze te veel mislukte in haar missie, waarop Monica haar uitnodigde om terug te keren aan de zijde van God.
- Scott Wilkinson - Openbare Aanklager. John Tipton / chirurg / verschillende rollen (8 afleveringen)
- Randy Travis - Wayne / Jed Winslow (7 afleveringen)

In de serie kwamen verschillende gastacteurs in elke aflevering.

## Gastacteurs
- Bill Cosby (de engel van verzoening, maar hij heeft een armzalig gevoel van richting)
- Melissa Joan Hart
- John Ritter
- Jack Black
- Céline Dion
- Wynonna Judd
- Evan Rachel Wood
- Naomi Judd
- Marion Ross
- Patty Duke
- Angela Lansbury
- Luther Vandross
- Scott Bairstow
- Natalie Cole

- Maya Angelou
- Carol Burnett
- Rita Moreno
- Patti LuPone
- Charlotte Church
- Faith Hill
- Patrick Duffy
- Joe Morton
- Doris Roberts
- David Ogden Stiers (als Satan)
- Tara Lipinski
- Mare Winningham
- Priscilla Presley

- Lainie Kazan
- Jessica Walter
- Alex Rocco
- Jonathan Lipnicki
- Charles Durning
- Neil Patrick Harris
- Ernest Borgnine
- Tom Bosley
- Phylicia Rashad
- Louis Mandylor
- Stacy Keach
- Robert Pastorelli

- Austin Pendleton
- Charles Shaughnessy
- Daniel Baldwin
- Maureen McCormick
- Kyla Pratt
- David Marciano
- Chris Burke (als Taylor, een engel die het syndroom van Down heeft)
- Emily Osment
- Kirk Cameron
- James Marsden (als Jimmy Marsden)
- Keb' Mo' (als Issac, de engel van muziek)
- Mandy Patinkin (als Satan)
- Boy's band 'N Sync verscheen in een aflevering als een a capella groep van straatzangers; ze zongen hun hit "(God Must Have Spent) A Little More Time On You."

## Muziek in de serie
Het themalied van de serie Touched By An Angel werd verzorgd door Della Reese die de rol van engel Tess vertolkt.
"Walk With You"
When you walk down the road
Heavy burden, heavy load
I will rise, and I will walk with you
I'll walk with you 'till the sun don't even shine
Walk with you, every time
I'll tell ya, I'll walk with you
Believe me, I'll walk with you
De volledige versie van Walk With You werd opgenomen in het MUZIEKalbum van de serie en behaalde platinum. Het album kwam uit op 15 november 1998, juist toen de aflevering Psalm 151 werd uitgezonden, waarin Wynonna Judd de moeder speelt van een terminaal ziek jongetje. Het lied van Céline Dion (Love Can Move Mountains) werd daarin gebruikt op de achtergrond. Céline Dion maakte later nog een andere versie van het lied. Het originele lied was een pophit in 1993. Samen met de gospelgroep God's Property liet ze een andere versie opnemen voor de muziek van Touched By An Angel. Het lied dat Wynonna Judd op het einde van de aflevering zingt Testify To Love staat ook op het album van de serie, net zoals de cover van Wynonna van een lied van zangeres Whitney Houston (You Were Loved). Op het album staan ook liedjes van dat seizoen van onder meer Bob Dylan, Faith Hill, Martina McBride, Amy Grant en Jaci Velasquez.

## Trivia
- De serie werd voortijdig beëindigd gedurende het eerste seizoen. Het kwam het daarop volgende jaar terug op het scherm, doordat fans van de serie een briefschrijfcampagne hadden opgezet. De serie zou nog acht bijkomende seizoenen tellen tot ze definitief werd beëindigd in 2003.
- John Masius' originele scenario voor het personage van Tess was vele malen donkerder dan de getoonde versie van Tess. Origineel schreef Masius zijn personage van Tess, als een kettingrokende engel die regelmatig in een hard conflict zit met Monica.
- De productie van de serie was in Salt Lake City, Utah.